# Claudio Guastalla
Claudio Guastalla (Roma, 7 novembre 1880 – Roma, 30 giugno 1948) è stato un librettista italiano.
Di notevole importanza è stata la sua collaborazione con il compositore Ottorino Respighi.

## Opere

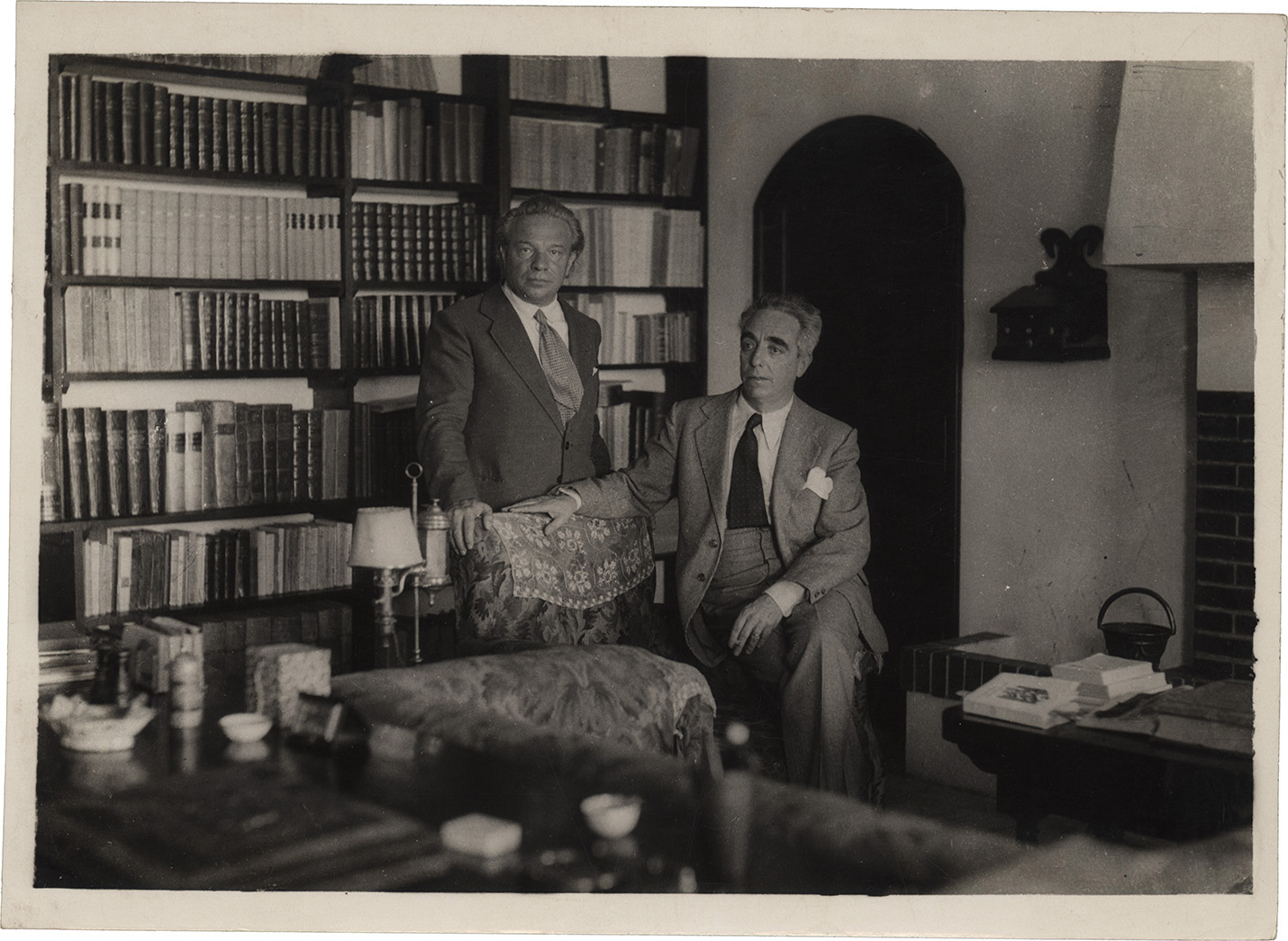
Claudio Guastalla (a destra) con Ottorino Respighi. Roma, 1932.

Guastalla ha scritto quindici libretti. Tra loro:
- La grazia, opera in 2 atti, musica di Vincenzo Michetti, Rome, Teatro Costanzi, 31 marzo 1923 (dopo Grazia Deledda).[2]
- Belfagor, commedia lirica in 1 prologo, 2 atti and 1 epilogo, musica di Ottorino Respighi, Milano, Teatro alla Scala, 26 aprile 1923.
- Die versunkene Glocke (La campana sommersa), opera in 4 atti, musica di Ottorino Respighi, Amburgo, Stadttheater, 18 novembre 1927
- Odette, opera in 3 atti, musica di Mario Marangolo, Brescia, Teatro Grande, 1929.[1]
- Maria egiziaca, mistero lirico in 1 atto and tre episodi, musica di Ottorino Respighi, New York City, Carnegie Hall, 16 marzo 1932.
- La fiamma, melodramma in 3 atti, musica di Ottorino Respighi, Rome, Teatro dell'Opera, 23 gennaio 1934.
- Lucrezia, opera in 1 atto, musica di Ottorino Respighi, Milano, Teatro alla Scala, 24 febbraio 1937.
- Gli Orazi, opera (istoria per musica) in 1 atto, musica di Ennio Porrino, Milano, Teatro alla Scala, 1 febbraio 1941.

Guastalla fu anche autore del soggetto del balletto di Respighi Belkis, regina di Saba (1932) e collaborò con Respighi per una revisione (1934) del libretto de L'Orfeo di Claudio Monteverdi.